# Neger
 For alternative betydninger, se Neger (flertydig). (Se også artikler, som begynder med Neger)

Neger (afledt af latin: niger, "sort") er en betegnelse, der især tidligere er blevet brugt om personer med sort eller brun hudfarve, hvis forfædre oprindeligt har været hjemmehørende i Afrika. I dag foretrækker mange danskere i stedet at bruge udtryk som sort, afrikaner eller eksempelvis (om sorte i USA) afrikansk-amerikaner/afroamerikaner, idet ordet neger af mange opfattes som gammeldags eller nedsættende. Især personer af den ældre generation bruger dog fortsat ordet som et neutralt udtryk for befolkningsgruppen. Om danskere af afrikansk oprindelse bruges i dag også betegnelsen afrodansker.

## Etymologi
Ordet neger er på dansk sandsynligvis lånt fra tysk, der igen har lånt ordet fra fransk nègre, (af spansk og portugisisk negro), der stammer fra det latinske niger med betydningen "sort".
Det er usikkert, hvornår ordet dukkede op i dansk sprogbrug, men det optrådte i hvert fald i slutningen af 1680'erne, hvor Det Vestindisk-guineiske Kompagnis direktion i København beordrede guvernøren på St. Thomas til om muligt at "finde eet Par smucke smaae Neger-Børn, som dog nogenledis kand hielpe sig self" og sende dem til Danmark.  Ordbog over det danske Sprog har registreret brug af ordet i 1726.
Otto Kalkars Ordbog til det ældre danske sprog (1300-1700) kender ikke ordet, men det forekommer i Molbechs Danske Ordbog fra 1833. Her er det tilsyneladende ligestillet med det ældre mor (med langt o) eller mormand – jævnfør maurer, der havde afløst det endnu ældre danske blaamand. Ordet blåmand kan skyldes at blå i ældre tid betød sort/mørk, eller det kan bygge på tuaregernes blå klædedragt.[kilde mangler]

## Brug af ordet
Udviklingen i synet på brugen af ordet neger og andre betegnelser for befolkningsgruppen på dansk afspejler i høj grad udviklingen i sprogbrugen i USA, men med en tidsmæssig forsinkelse.

### Amerikansk sprogbrug
I slaveriets begyndelse blev de indskibede mennesker fra Afrika omtalt som blacks og Africans. Blandt slaverne selv vandt Africans udbredelse og afspejlede derved det bånd til Afrika, som var stærkt for de første generationer. De hvide europæere skelnede i denne første periode mellem frie afrikanere og slaver, free og slave. Kendte man ikke en persons status, eller ønskede man at referere til hele gruppen af slaver og frie, anvendte man betegnelserne nigger eller negro, der begge refererede til personernes hudfarve. Noah Webster, der i slutningen af 1700-tallet forsøgte at udvikle et sprogligt lettere engelsk, indførte blandt andet stavemåden "neger" som erstatning for "negro". Nigger fik dog allerede i 1800-tallets første tredjedel en nedsættende betydning og blev betragtet som fornærmende. I en kort periode efter den amerikanske borgerkrig 1861-65, der førte til afslutning af slaveriet, var betegnelsen freedman udbredt. Mere generelt var colored dog det mest dominerende udtryk i det 19. århundrede. Således blev borgerrettighedsorganisationen, der blev grundlagt i 1909 og kom til at spille en vigtig rolle i arbejdet for den afrikansk-amerikanske befolkningsgruppes rettigheder i de kommende årtier, døbt National Association for the Advancement of Colored People (NAACP). I løbet af 1900-tallets første halvdel blev dette udtryk dog i stigende grad betragtet som forældet og blev erstattet af "neger" (negro), der fra 1940'erne i USA blev skrevet med stort forbogstav som "Negro". Det afspejledes blandt andet i navngivningen af den senere interesseorganisation Universal Negro Improvement Association (UNIA), stiftet af Marcus Garvey på Jamaica i 1914, der hurtigt spredte sig til USA. Organisationen havde en betydelig indflydelse på afroamerikanernes selvbevidsthed og forhåbninger i 1920'erne og 1930'erne.
Op til 1970'erne blev Negro betragtet som et neutralt udtryk, som afrikansk-amerikanerne også anvendte om sig selv. Borgerrettighedsforkæmperen Martin Luther King anvendte det således, f.eks. i sin berømte tale "I Have a Dream" fra 1963, hvor han bl.a. sagde "There will be neither rest nor tranquility in America until the Negro is granted his citizenship rights". Efter Martin Luther Kings død lagde borgerrettighedsbevægelsen imidlertid afstand til ordet og udskiftede det med black for at signalere en ny bevidsthed. Ved slutningen af 1900-tallet var ordet Negro sjældent brugt i USA. Dog holdt mange ældre afrikansk-amerikanere, især i sydstaterne, som var vokset op med dette ord, fast ved brugen. I 1988 stod borgerretsforkæmperen Jesse Jackson i spidsen for bestræbelserne på at erstatte begrebet "sort" ("Black") med "African-American" med argumenter som "»Vi blev kaldt for farvede, uden at være det, og så neger, uden at være det, sort er lige så grundløst. Enhver etnisk gruppe i dette land kaldes noget med reference til et kulturelt grundlag«, og »sort fortæller dig noget om hudfarve og hvilken del af byen du bor i. African American fremkalder diskussioner om verden«". Betegnelsen ligner de andre etnonymer for amerikanere (German American, Irish American osv.) Allerede året efter stod det klart, at betegnelsen "African-American" var blevet populær blandt USA's sorte befolkningsgruppe.
I dag er African American det foretrukne begreb blandt både hvide og sorte i USA. I 2016 underskrev USA's præsident Barack Obama en lov, der fjernede ordet "Negro" (og ordet "Oriental" om mennesker af sydøstasiatisk afstamning) fra al føderal lovgivning og erstattede dem med henholdsvis "African American" og "Asian American".

#### Brug af ordet "nigger" i hiphop og rap
Varianten nigger opfattes almindeligvis som et groft skældsord, men det bruges også internt i sorte subkulturer, hiphop og rap uden nedsættende betydning (også stavet nigga). Denne musik har mange eksempler på sange, hvor  ordet "nigga" har en fremtrædende plads. Som eksempler kan nævnes: 50 Cent og Notorious B.I.G.'s sang "Realest Niggaz", Geto Boys: "Real Nigga Shit", Ice Cubes "The Wrong Nigga To Fuck With", Snoop Doggy Doggs For All My Niggaz And Bitches, Lil Jon og East Side Boyz og Ice Cubes Real Nigga Roll Call, Onyx' Bitchasniguz, Tupac Shakurs Strictly 4 My N.I.G.G.A.Z., og Ol' Dirty Bastards album Nigga Please.

### Dansk sprogbrug
På dansk har udviklingen i sprogbrugen i tidens løb på mange måder afspejlet den amerikanske sprogbrug og diskussion om ordene, men med en tidsmæssig forsinkelse. Siden 1990'erne har der med jævne mellemrum været en offentlig debat om brug af ordet "neger", typisk i forbindelse med, at det er blevet anvendt af en fremtrædende person i offentligheden. I 1995 forsvarede politidirektøren i København Poul Eefsen politiets anvendelse af ordet overfor Dokumentations- og rådgivningscentret om racediskrimination (DRC), der henviste til, at ordet for personer af afrikansk oprindelse betragtedes som stærkt nedladende og negativt. Eefsens svar førte til en forespørgsel i Folketinget, til en omfattende avisdebat og til, at Dansk Sprognævn foretog en nærmere undersøgelse af ordet og dets udvikling på dansk i fagbladet "Nyt fra Sprognævnet" i 1995. Sprognævnet konkluderede, at ordet "neger" indtil 1970'erne havde været nærmest enerådende på dansk, og at det for mange, især midaldrende og ældre, danske sprogbrugere fortsat i 1995 var den naturlige og neutrale betegnelse for et sort menneske. I leksika begyndte ordet "sort" om befolkningsgruppen at vinde udbredelse fra 1970'erne. I Den Store Danske Encyklopædi fra 1994 brugte man således "sort", når en samlebetegnelse fandtes nødvendig, ellers mere differentierede betegnelser. I de tilsvarende store norske og svenske encyklopædier, der også udkom i 1990'erne, anførtes brugen af "neger" som nedsættende. Sprognævnet anbefalede, at man så vidt muligt anvendte sort, når det var relevant at henvise til en persons hudfarve, men at det ofte ville være hensigtsmæssigt at benævne personer efter deres nationalitet som amerikaner, kenyaner, sydafrikaner osv. Sprognævnet mente også, at det var for tidligt at sige noget om ordet afrodansker og evt. andre danske paralleller til begreberne African American og Afro-American. I et interview godt 20 år senere (i 2016) tilføjede forfatteren, seniorforsker Jørgen Schack, at "...det i de flestes øjne er blevet endnu værre at sige neger, end det var dengang". I den digitale udgave af Den Danske Ordbog fra 2018 angives, at ordet "neger" oftest er nedsættende. Ligeledes anfører den digitale udgave af Den Store Danske Encyklopædi i 2020, at "neger" af mange opfattes som gammeldags og nedsættende, hvorfor de foretrækker at bruge ord som sort, afrikaner eller (om sorte i USA) afroamerikaner.

#### Undersøgelser blandt afrodanskere
En kvalitativ undersøgelse fra Institut for Menneskerettigheder fra 2017 fandt, at alle de 25 interviewede herboende afrodanskere forstod ordet "neger" som en nedsættende betegnelse.
I et rundspørge i 2015 fra Afro Empowerment Center Denmark til personer med afrikansk afstamning bosiddende i Danmark var 70% af de adspurgte født uden for Danmark. 55 % af hele gruppen identificerede sig i den engelsksprogede undersøgelse som "afrikanere", 29% som afrodanskere, 17% som ”mixed-race” (én sort forælder), 16 % som slet og ret "danskere", 12 % som sorte og 11 % som "Black-Danes". Det var muligt at vælge mere end en mulighed. 91 % ønskede ikke at blive kaldt neger (spørgsmålet er gengivet som "Is the N-word a term you wish to be called?").

### Udvalgte debatepisoder
- I 1995 forsvarede Københavns politidirektør Poul Eefsen politiets brug af ordet neger med, at det efter hans bedste overbevisning var den eneste korrekte danske betegnelse for personer med afrikansk baggrund. Politidirektøren efterlyste samtidig en ny dansk anerkendt betegnelse.[31]
- I 1998 klagede Københavns kulturborgmester Hans Thustrup Hansen sig i en avis over, at man havde sendt en 21-årig neger som hjemmehjælp til hans mor. Udtalelsen fik en borger til at melde borgmesteren til politiet. Thustrup Hansen fortalte efterfølgende, at han ikke havde været opmærksom på, at ordets betydning kunne have udviklet sig, siden han gik i skole.[36]
- I 2007 blev den afgåede generalsekretær for Dansk Røde Kors Jørgen Poulsen kritiseret for i et avisinterview at have brugt udtrykket "negrenes penge". Halima El Abassi, formand for Forening For Etnisk Ligestilling, ønskede en undskyldning. Claus Tilling fra Modersmål-Selskabet troede ikke på, at Jørgen Poulsen selv ville anvende ordet neger og mente derfor, at ordene skulle forstås som et citat af nogle andre og ikke var ment nedsættende.[37]
- I 2016 kaldte Dansk Folkepartis udenrigsordfører Søren Espersen Barack Obama for USA's første neger i præsidentembedet.[38] Episoden blev i flere danske aviser omtalt som "Negergate".[39][40]

#### Forbrugerombudsmanden
Forbrugerombudsmanden mente i 2000, at frasen "Nu med neger" i en reklame fra Zirkus Nemo om deres show ikke var nedsættende eller krænkende. Begrundelsen var at "ordet "neger" har været almindeligt anvendt i mange år som den naturlige og neutrale betegnelse for et sort menneske."

#### Domspraksis
Rigsadvokaten samlede i en rapport fra april 2008 eksempler på retssager relateret til Straffelovens § 266 b (racismeparagraffen) i perioden 2000-2007, hvoraf fire domme er relateret til udtrykket "neger". Rapporten nævnte ingen eksempler på at ordet "neger" anses for fornærmeligt i sig selv, men kun når udtrykket er brugt i en nedladende sammenhæng.
- I et tilfælde, hvor en fodboldspiller havde råbt "negersvin", "sorte svin" og "du skal bare lukke røven, din lille negerbolle" til en modspiller, blev tiltalte idømt bødestraf.[43]

- I et tilfælde havde to personer offentligt omtalt den forurettede som "sorte svin, perker og neger". Retten anså udtalelserne for nedværdigende og forhånende, men der blev dømt frifindelse, fordi ordene kun handlede om den forurettede, ikke om en gruppe af personer, sådan som paragraffen forudsætter.[44]

- Under en fodboldkamp havde en tilskuer gentagne gange råbt: "Dem, der hader negere, klapper nu". Tilskueren blev idømt en bødestraf.[45]

- I en dom om ordet "nigger" fandt byretten derimod, at "ordet altid og kun har haft en nedladende betydning". Udtrykket "fucking neger" blev derimod ikke vurderet, fordi det ikke var udtalt offentligt.[46][47]

## Afledt brug
På dansk har man tidligere anvendt begrebet neger om personer, der udfører hårdt, kedeligt arbejde, som ikke kræver særlige kvalifikationer og ikke giver nogen anseelse, altså et arbejde, som man i en historisk periode ofte ville have sat negerslaver til at udføre.
En neger har også især tidligere været anvendt som en betegnelse for en ghostwriter, dvs. en skribent, der leverer tekster til andre, som tager æren for arbejdet. En bladneger er en betegnelse for en journalist, der producerer artikler af lav selvstændig værdi eller uden at få sit navn nævnt. Det er usikkert, hvad udtrykket kommer af: muligvis en henvisning til det anonyme "slavearbejde", eller også bygger det på at skribenten er ukendt (som en "neger" skjult i mørket).
Ordene negerbolle og negerkys er gammeldags udtryk for en flødebolle. Et nedsættende udtryk for jazz er negermusik.
Under 2. verdenskrig producerede den tyske marine et par hundrede bemandede torpedoer, der fik navnet Neger efter konstruktøren der skabte dem, Richard Mohr; hans efternavn betyder maurer, der i europæisk kultur ofte er blevet fremstillet som værende af næsten helt sort lød.